# Carex nardina
Carex nardina — вид багаторічних трав'янистих рослин родини осокові (Cyperaceae).

## Опис
Маточкові луски коричневі. Має світло-коричневі базальні піхви. Гладкі листові пластини, як правило, вигнуті, жорсткі, короткі, вузькі. Колос від п'яти до восьми міліметрів, має від трьох до п'яти чоловічих квіток на вершині та від трьох до семи жіночих квіток знизу. 2n = 68, 70.

## Поширення
Північна Америка: Гренландія, Канада, США; Європа: Ісландія, Норвегія, Швеція. Середовище проживання: оголена арктична й альпійська тундра, як правило, вапняні скельні кам'янисті схили, гребені й вершини.